# Scopula scotina
Scopula scotina là một loài bướm đêm trong họ Geometridae.